# Remídio José Bohn

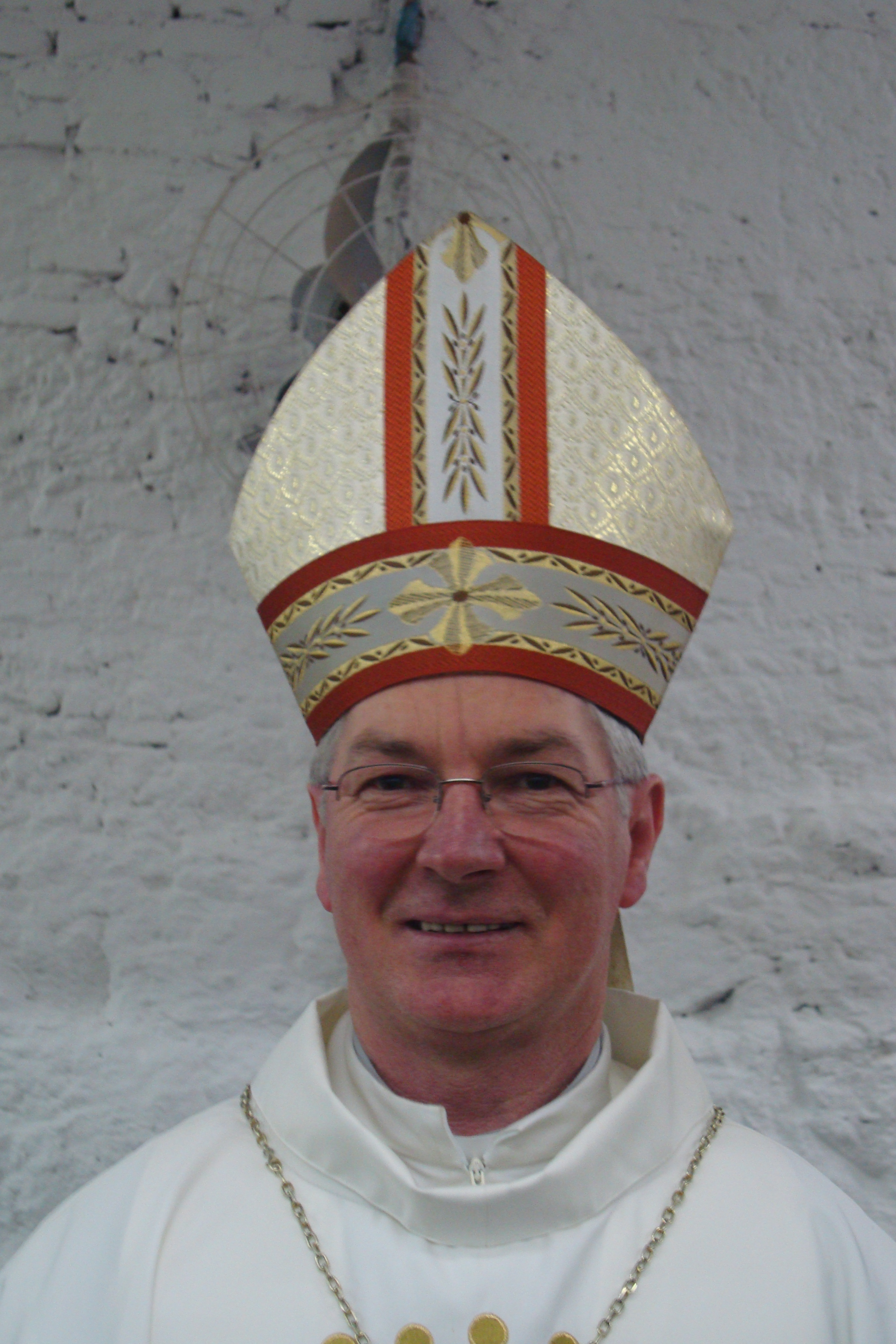
Bischof Remídio José Bohn

Remídio José Bohn (* 21. Mai 1950 in Feliz, Rio Grande do Sul; † 6. Januar 2018 in Gravataí) war ein römisch-katholischer Geistlicher und Bischof von Cachoeira do Sul.

## Leben
Remídio José Bohn studierte Philosophie am Großen Seminar der Muttergottes in Viamão und Theologie an der Päpstlichen Katholischen Universität von Rio Grande do Sul. Er empfing am 29. November 1975 durch den Erzbischof von Porto Alegre, Alfredo Vicente Kardinal Scherer, das Sakrament der Priesterweihe.
Am 18. Januar 2006 ernannte ihn Papst Benedikt XVI. zum Titularbischof von Uchi Maius und bestellte ihn zum Weihbischof in Porto Alegre. Der Erzbischof von Porto Alegre, Dadeus Grings, spendete ihm am 17. März desselben Jahres die Bischofsweihe; Mitkonsekratoren waren der Bischof von Santa Cruz do Sul, Aloísio Sinésio Bohn, und der Bischof von Dourados, Redovino Rizzardo CS.
Am 28. Dezember 2011 ernannte ihn Benedikt XVI. zum Bischof von Cachoeira do Sul. Die Amtseinführung erfolgte am 26. Februar 2012.
Bischof Bohn war ein Nachfahre von Einwanderern aus Monzelfeld, heute Landkreis Bernkastel-Wittlich in Rheinland-Pfalz.